# Ретрит
Ретри́т (англ. retreat [ɹɪˈtɹiːt] —  приют, пристанище; рус. лит. «затвор») — международное обозначение времяпрепровождения, посвящённого духовной практике.
Ретриты бывают уединённые и коллективные; на коллективных чаще всего проводится обучение практике медитации. Некоторые ретриты проводятся в тишине, тогда как другие сопровождаются интенсивным общением в зависимости от особенностей духовной традиции и участников. Ретриты часто проводятся в сельской местности, в горах или в других удалённых от цивилизации местах. Существуют ретритные центры, к которым также можно причислить монастыри. Некоторые ретриты могут проводиться в темноте (тёмный ретрит), что широко распространено в практике дзогчен школы тибетского буддизма ньингма. С развитием цифровой среды стали практиковаться онлайн-ретриты.
Время ретритов используется для размышлений, молитв или медитаций. Ретриты играют чрезвычайно важную роль в буддизме, в котором они стали общепринятой практикой со времён вассы — введённого основателем буддизма Гаутамой Буддой обычая ежегодно уделять ретриту три месяца на период сезона дождей. В дзэн-буддизме ретриты известны под названием сэссин. Медитативные ретриты являются важной практикой в суфизме — мистическом пути ислама. Написанная более 700 лет назад книга суфийского учителя Ибн Араби под названием «Рисалат ал анвар» («Послания света») — это путеводитель для путешествия внутрь себя. Ретриты также популярны в йога-культуре и во многих христианских церквях, включая протестантизм (англиканство, квакерство) и католицизм, где они рассматриваются как отражение сорокадневного поста Христа в пустыне.